# ウェストアリス (ウィスコンシン州)
ウェストアリス（West Allis）は、アメリカ合衆国ウィスコンシン州のミルウォーキー郡にある都市。人口は6万0325人（2020年）。ミルウォーキーの西に隣接している。
市内に鉄道駅はないが、郡営の路線バスが利用できる。「ミルウォーキー・マイル」というサーキットがある。

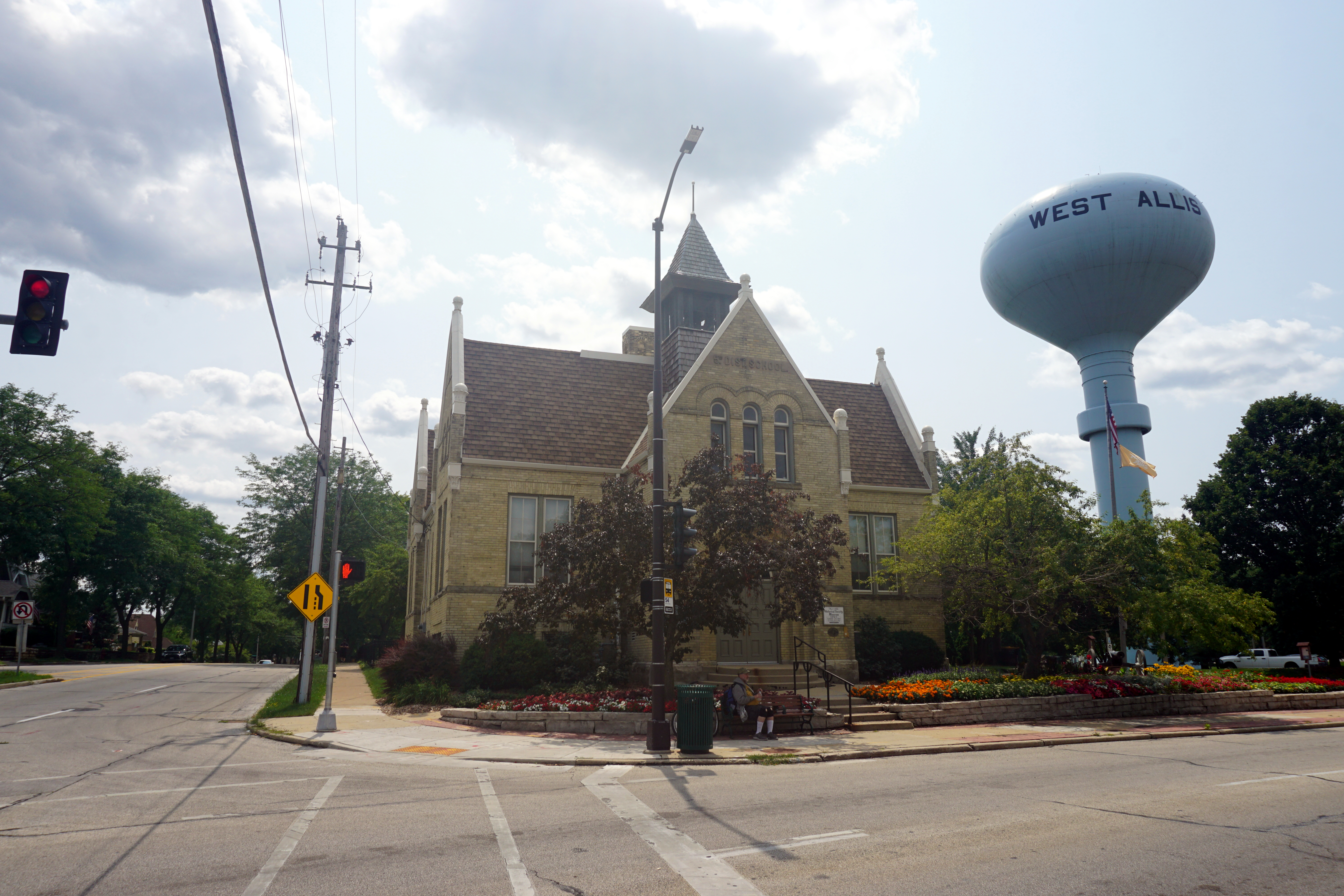
歴史博物館と給水塔

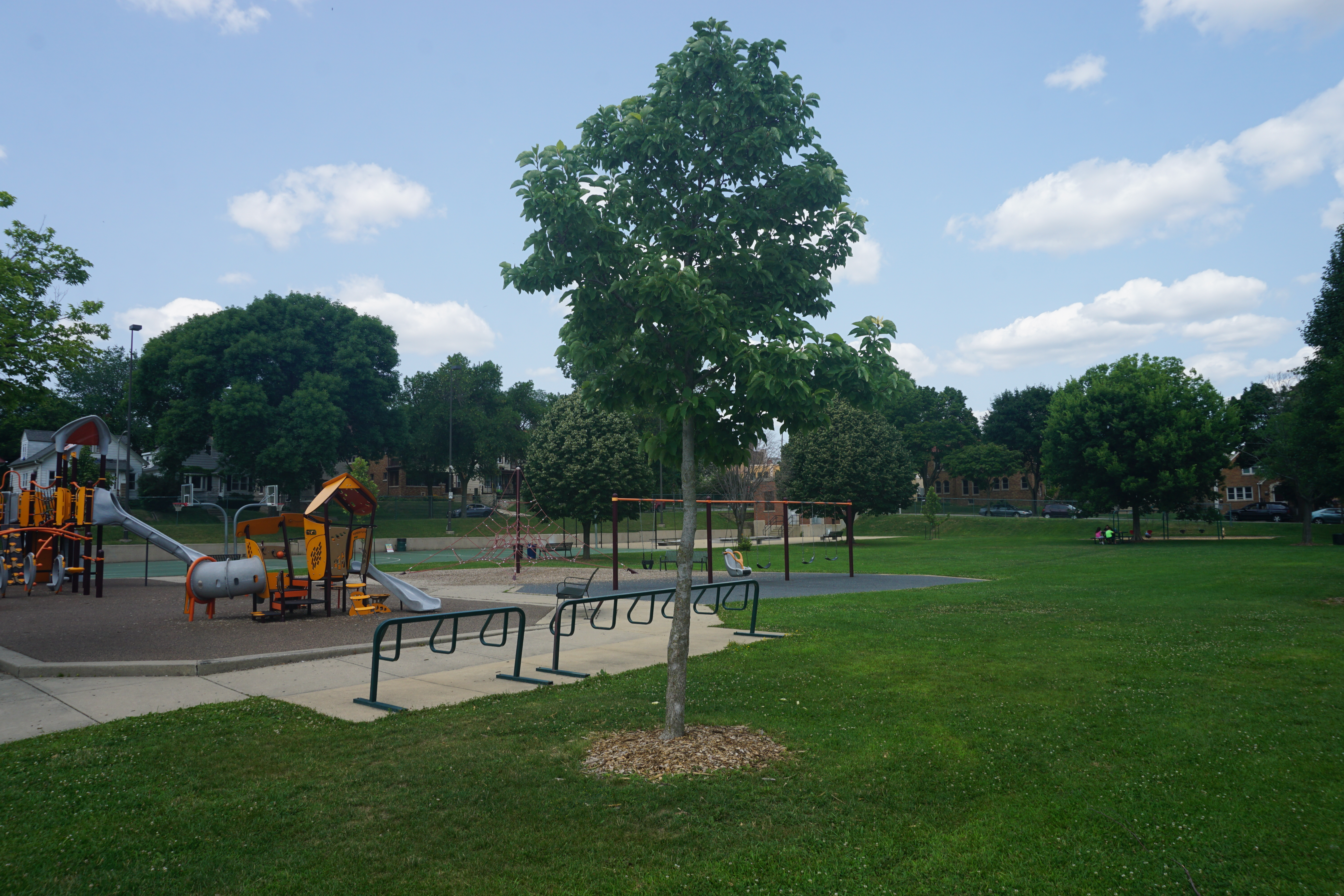
リバティハイツ公園